# Patryk Kosenda
Patryk Kosenda (ur. 1993) – polski poeta. 
Autor dwóch książek poetyckich. Nominowany do Nagrody Literackiej Gdynia 2022 w kategorii poezja za Największy na świecie drewniany coaster. Laureat II edycji Nagrody Krakowa Miasta Literatury UNESCO 2021. Dwukrotnie nominowany do nagrody głównej Ogólnopolskiego Konkursu Poetyckiego im. Jacka Bierezina (2017 i 2018), trzykrotny laureat Ogólnopolskiego Konkursu Poetyckiego „O liść konwalii” im. Zbigniewa Herberta (2016 - II nagroda, 2017 i 2018 - wyróżnienia).  Redaktor naczelny magazynu „Stoner Polski”.

## Poezja
- Robodramy w zieleniakach (Korporacja Ha!art, 2019)
- Największy na świecie drewniany coaster (Fundacja Kontent, 2021)